# الکساندر کواک
الکساندر کواک (لهستانی: Aleksander Kłak؛ زادهٔ ۲۴ نوامبر ۱۹۷۰) بازیکن فوتبال اهل لهستان بود.
از باشگاه‌هایی که در آن بازی کرده‌است می‌توان به باشگاه فوتبال رویال آنتورپ، باشگاه فوتبال گورنیک زابژه، و باشگاه فوتبال دی گرافشاپ اشاره کرد.
وی همچنین در تیم ملی فوتبال لهستان بازی کرده‌است.
وی در مسابقات کشوری و بین‌المللی در مجموع برندهٔ ۱ مدال نقره شده‌است.